# El Palomar (Valencia)
El Palomar (spanisch Palomar) ist eine Gemeinde mit 598 Einwohnern (Stand: 2024) in der spanischen Provinz Valencia. Sie befindet sich in der Comarca Vall d’Albaida.

## Geografie
El Palomar liegt etwa 65 Kilometer südsüdwestlich von Valencia in einer Höhe von ca. 190 m.

## Demografie
| 1930 | 1950 | 1970 | 1981 | 1991 | 2001 | 2011 | 2021 |
| ---- | ---- | ---- | ---- | ---- | ---- | ---- | ---- |
| 645  | 587  | 539  | 507  | 502  | 507  | 601  | 562  |

## Sehenswürdigkeiten
- Reste der Burg Carrícola
- Peterskirche (Iglesia de San Pedro Apóstol)
- Marienkapelle

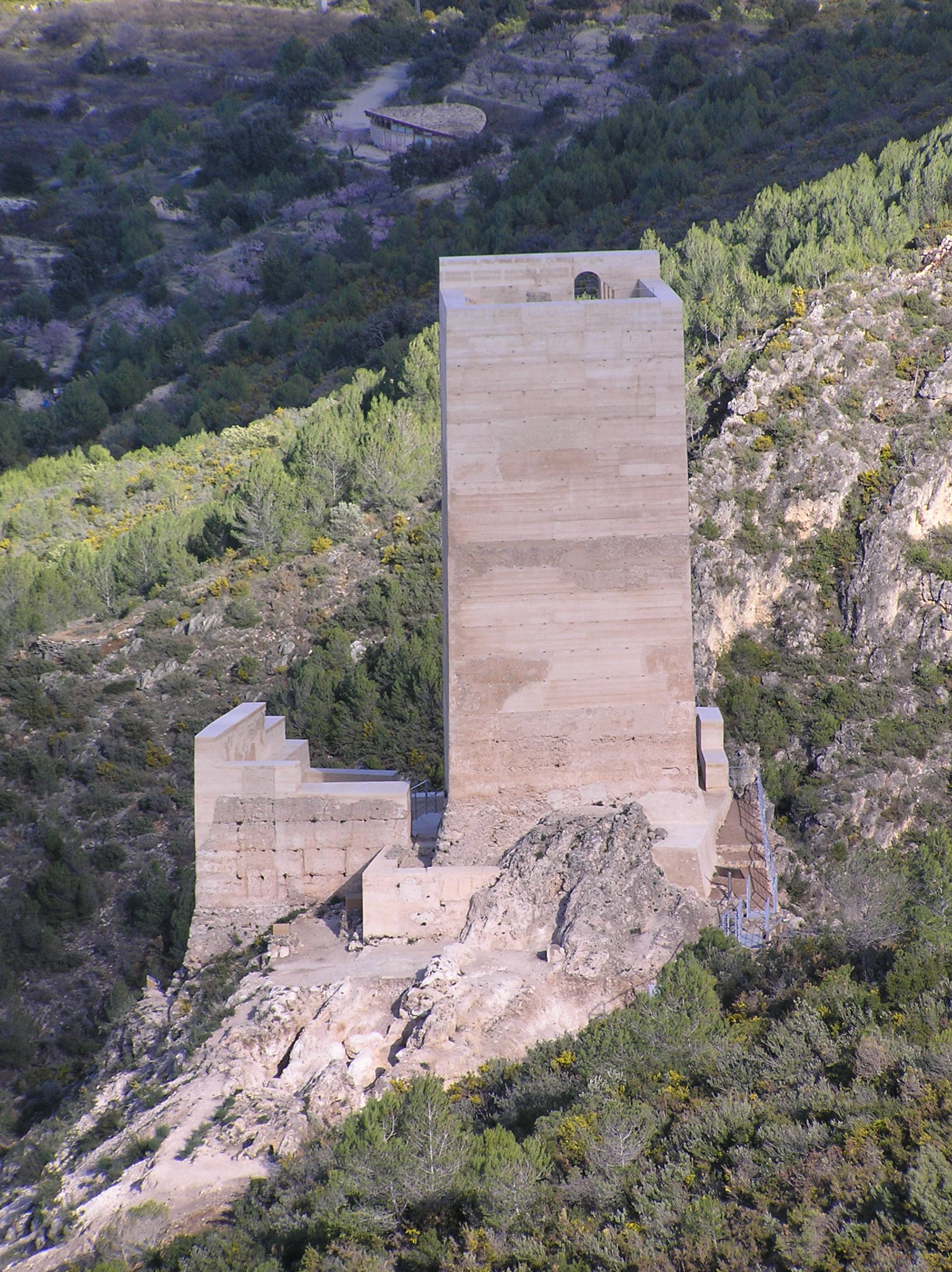
Burg Carrícola
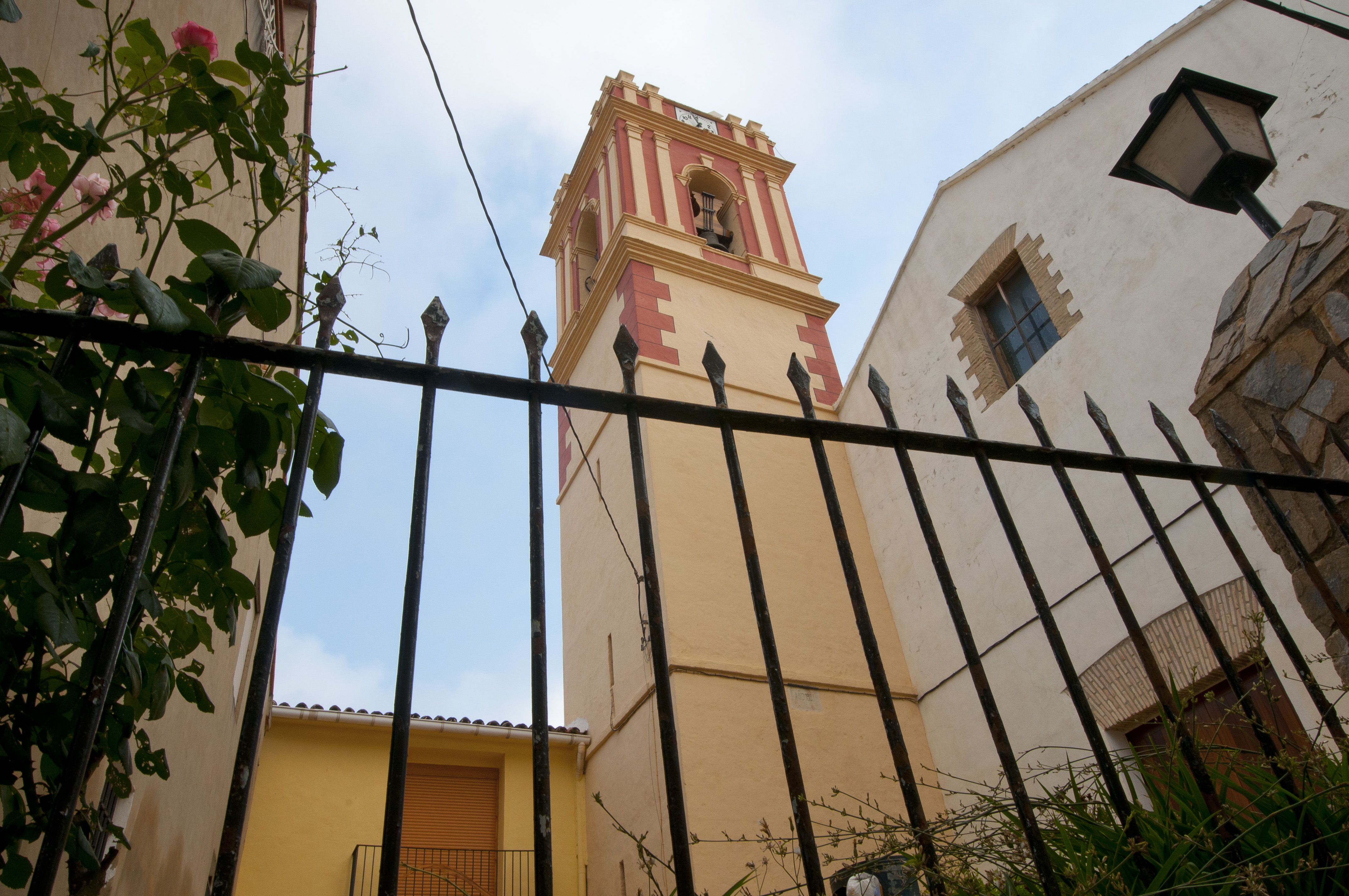
Peterskirche
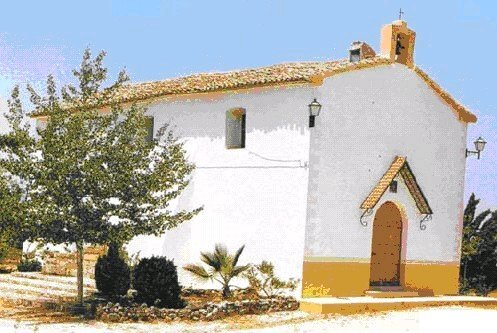
Marienkapelle